# Geraldine O’Rawe
Geraldine O’Rawe (* 4. März 1971 in Belfast) ist eine nordirische Theater- und Filmschauspielerin.

## Leben
Geraldine O’Rawe besuchte das St Louisa’s College in ihrer Heimatstadt Belfast. Mit der Marillac Theatre Company, einer Schauspieltruppe, die sie auf dem College mitbegründet hatte, trat sie nach einer Tournee durch Irland schon bald am renommierten National Theatre in London auf. Dort erhielt sie 1989 den National Theatre Youth Award. Nach einem Schauspielstudium an der Webber Douglas Academy of Dramatic Art im Jahr 1992 stand sie mit der Moving Theatre Company unter der Leitung von Corin und Vanessa Redgrave in kleinen Theaterproduktionen auf der Bühne, denen Auftritte am Everyman Theatre in Liverpool und am Londoner Gate-Theater folgten.
Für die Fernsehminiserie Final Run (1988) hatte sie bereits Ende der 1980er Jahre erstmals vor der Filmkamera gestanden. Im Jahr 1993 war sie in einer Folge der Serie Die Abenteuer des jungen Indiana Jones erneut im Fernsehen zu sehen. Ihre erste Leinwandrolle hatte sie 1995 in der Maeve-Binchy-Verfilmung Circle of Friends – Im Kreis der Freunde an der Seite von Minnie Driver und Chris O’Donnell als eine von drei jungen Frauen aus der irischen Provinz, die Ende der 1950er Jahre ein Studium in Dublin beginnen. In der im gleichen Zeitraum und ebenfalls in Irland spielenden Fernsehminiserie Amongst Women nach dem gleichnamigen Roman von John McGahern spielte O’Rawe 1998 eine der Hauptrollen. In den wenigen größeren Produktionen, in denen sie mitwirkte, kam sie in Nebenrollen zum Einsatz, wie etwa in Terry Georges Mütter & Söhne (1996) als Tochter von Helen Mirren oder in dem Filmdrama I Want You (1998) neben Rachel Weisz. In der teils computeranimierten französischen Kinderserie Sieben Zwerge & ich spielte sie von 2016 bis 2019 39 Folgen lang die Rolle der bösen Königin.
O’Rawe lebt in London und ist mit dem kanadischen Regisseur und Kameramann Paul Sarossy verheiratet, mit dem sie 1996 für den Independentfilm Mariette In Ecstasy zusammengearbeitet hatte. Im Jahr 2001 war sie auch in der Hauptrolle seines Psychothrillers A Murder Ballad zu sehen. Aus der Ehe gingen zwei gemeinsame Töchter und ein Sohn hervor.

## Filmografie (Auswahl)
- 1988: Final Run (TV-Miniserie)
- 1993: Die Abenteuer des jungen Indiana Jones (The Young Indiana Jones Chronicles) (TV-Serie, eine Folge)
- 1995: Eine englische Ehefrau (The English Wife) (TV-Film)
- 1995: Circle of Friends – Im Kreis der Freunde (Circle of Friends)
- 1996: Mariette in Ecstasy
- 1996: Mütter & Söhne (Some Mother’s Son)
- 1998: Amongst Women (TV-Miniserie)
- 1998: Resurrection Man
- 1998: I Want You
- 1999: Die Harfenspielerin (The Harpist)
- 2001: A Murder Ballad (Mr In-Between)
- 2001: Disco Pigs
- 2008: Simons Geheimnis (Adoration)
- 2016–2019: Sieben Zwerge & ich (Sept Nains & Moi) (TV-Serie, 39 Folgen)
- 2020: The Curse of Audrey Earnshaw